# Package Exchange Notification Services
Package Exchange Notification Services (PENS) est un protocole permettant de publier facilement des contenus entre un système auteur et une plate-forme de formation en ligne.
Il définit le niveau de coopération entre le LMS et le système auteur tant au niveau de la distribution, du transfert et de la validation d’un contenu.
PENS peut être utilisé avec des contenus SCORM, AICC ou QTI. 
Il a été initié par l’AICC CMI Subcommittee.